# Đặc nhiệm Lục quân Hoa Kỳ
Đặc nhiệm Lục quân Hoa Kỳ (tiếng Anh: United States Army Special Forces; còn hay được gọi là  "Lính Mũ nồi xanh" (Green Berets)) là lực lượng tác chiến đặc biệt của Lục quân Hoa Kỳ, nằm dưới sự chỉ huy của Bộ Chỉ huy Đặc nhiệm Số 1, được biệt phái thực thi chín loại nhiệm vụ chính, bao gồm: chiến tranh phi thông thường, phòng thủ trên đất địch, hành động trực tiếp, chống nổi dậy, trinh sát đặc nhiệm, chống khủng bố, chiến tranh thông tin, chống phổ biến vũ khí hủy diệt hàng loạt và hỗ trợ lực lượng an ninh. Ngoài ra, Lính Mũ nồi xanh còn được giao thực hiện các nhiệm vụ thứ yếu khác, bao gồm: tìm kiếm và cứu nạn trong chiến đấu (CSAR), chống ma túy, giải cứu con tin, hỗ trợ nhân đạo, rà phá bom mìn nhân đạo, hoạt động thông tin, gìn giữ hòa bình và truy bắt.
Đặc nhiệm Lục quân Hoa Kỳ được thành lập năm 1952, tới năm 1987 được biên chế vào Lục quân Hoa Kỳ. Từ khi ra đời đến nay, lực lượng này đã hoạt động ở nhiều chiến trường khác nhau, từ Đông Dương cho đến Trung Mỹ, Đông Phi, Tây Phi, Nam Âu, Trung Đông và Nam Á. Các Liên đội 1, Liên đội 3, Liên đội 5, Liên đội 7, Liên đội 10 là các đơn vị đã từng hoạt động ở Việt Nam hồi thập niên 1960 nhằm trấn áp nổi dậy và huấn luyện biệt kích cho đồng minh.
Đặc nhiệm Lục quân Hoa Kỳ hiện tại bao gồm bảy liên đội (tương đương lữ đoàn), mỗi liên đội bao gồm từ ba đến năm đội (tương đương tiểu đoàn) và các đơn vị hỗ trợ.

## Hình ảnh

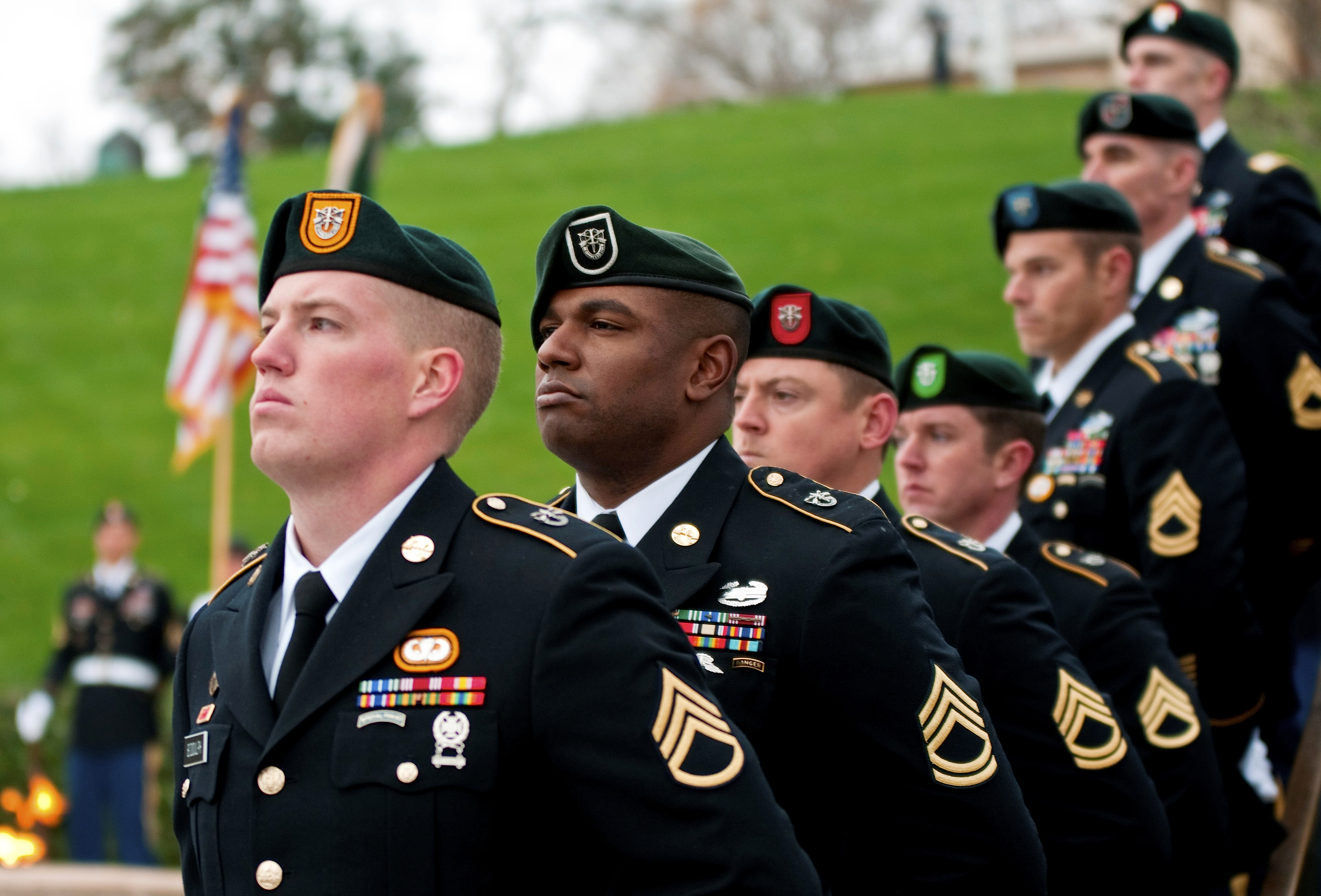
Các binh sĩ từ mỗi liên đội trong số bảy liên đội của Đặc nhiệm Lục quân Hoa Kỳ (lưu ý bảy màu sắc khác nhau của các phù hiệu trên mũ nồi) tại khu mộ của Tổng thống John F. Kennedy vào tháng 11 năm 2011.
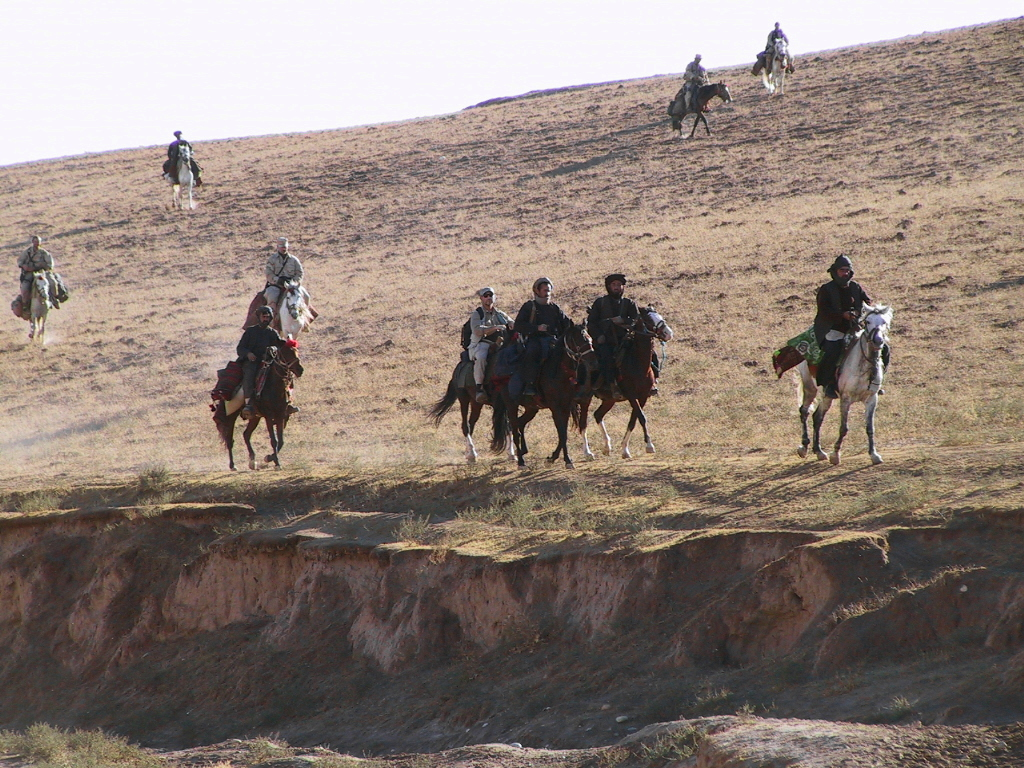
Những người lính Đặc nhiệm Lục quân Hoa Kỳ đang cưỡi ngựa ở Thung lũng Dari-a-Souf, Afghanistan, vào khoảng tháng 10 năm 2001 — được giới thiệu trong bộ phim  12 Strong  và Horse Soldier Statue
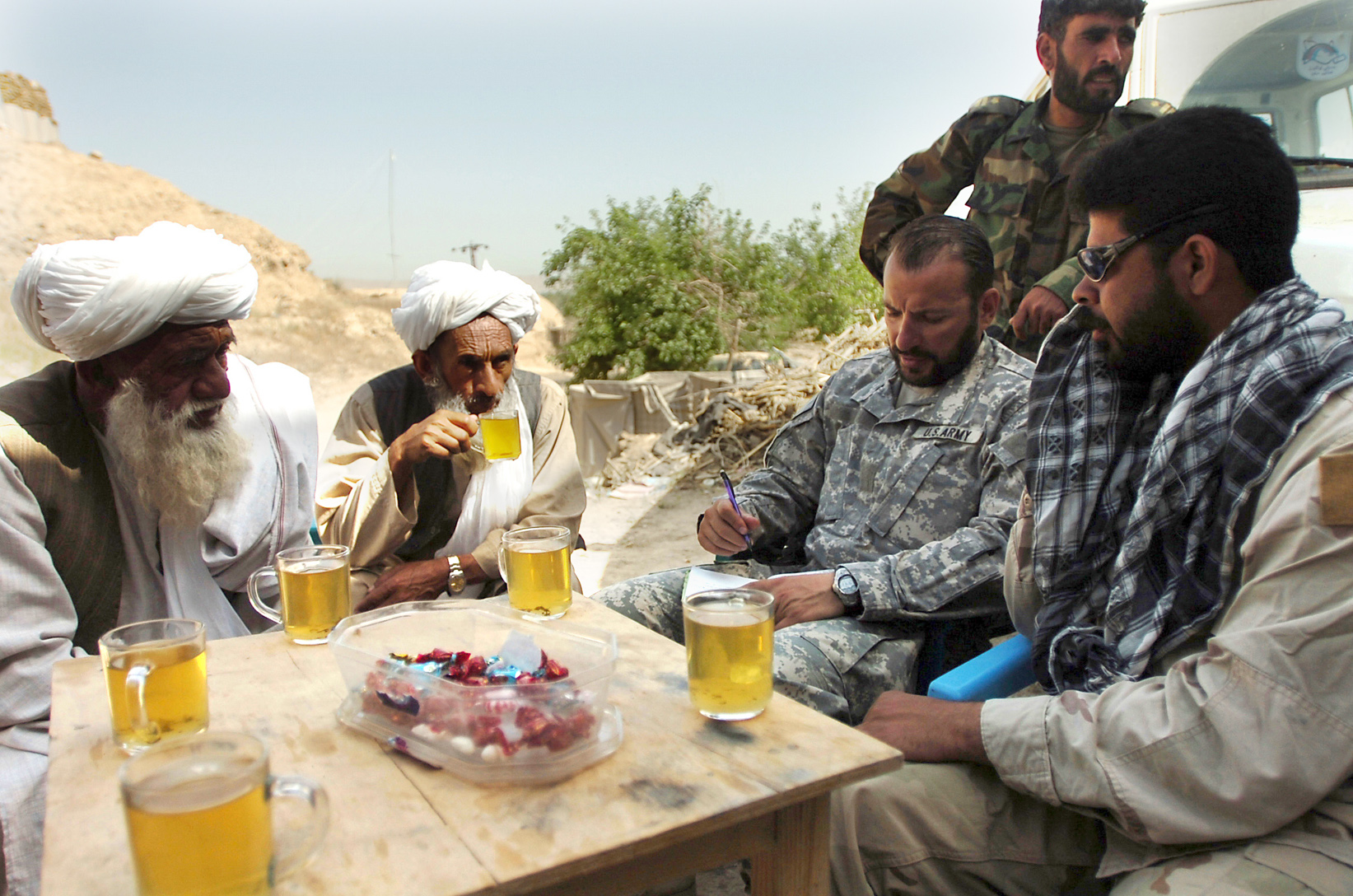
Một chỉ huy đại đội Mũ nồi xanh trong bộ đồ ngụy trang gặp gỡ các trưởng lão và các thành viên của Quân đoàn 209 Quân đội quốc gia Afghanistan ở tỉnh Helmand, Afghanistan, khoảng năm 2007.
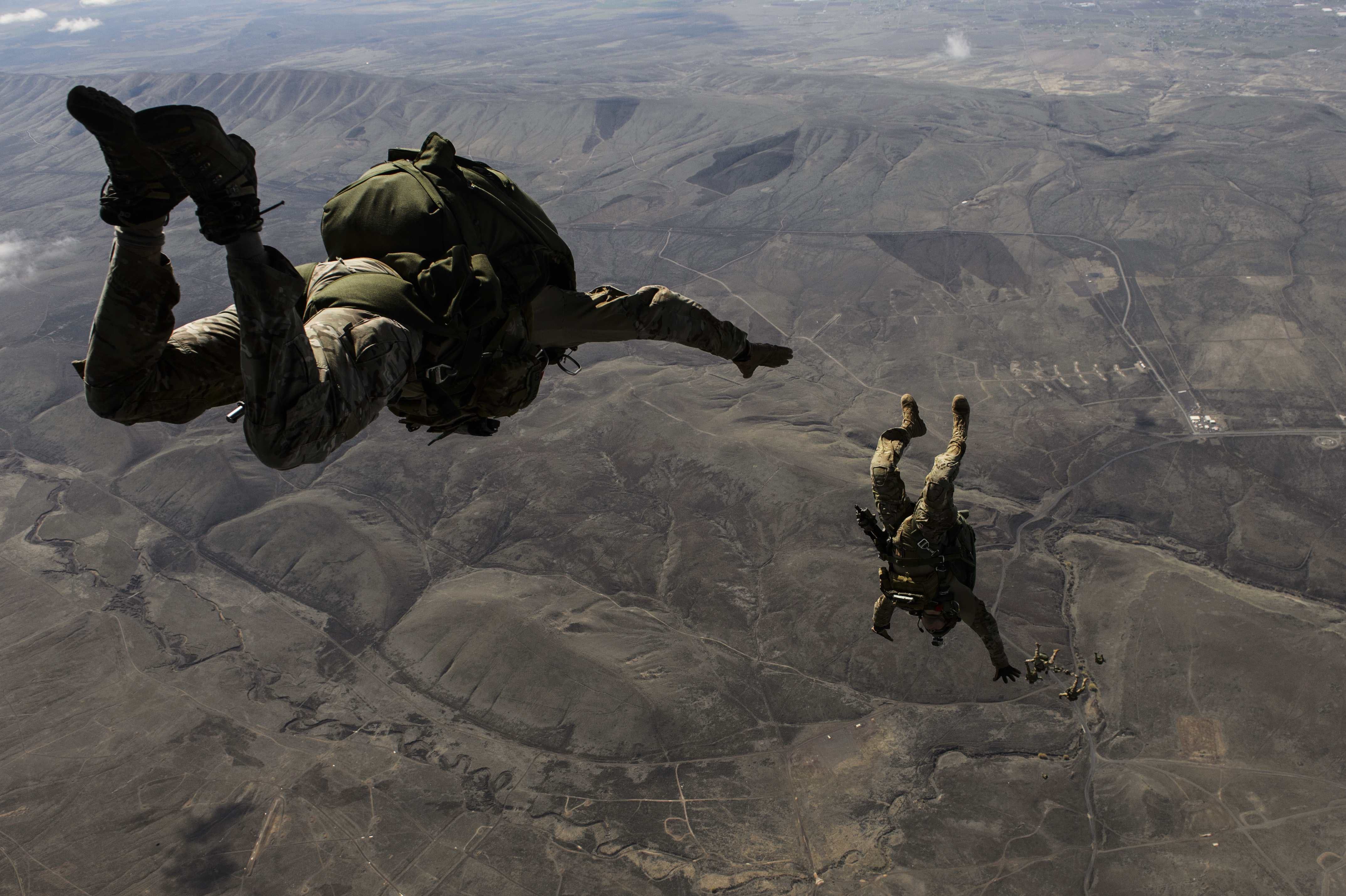
Các binh sĩ thuộc Liên đội 1 tiến hành nhảy dù tầm cao mở dù tầm thấp qua trung tâm huấn luyện Yakima, khoảng năm 2014.
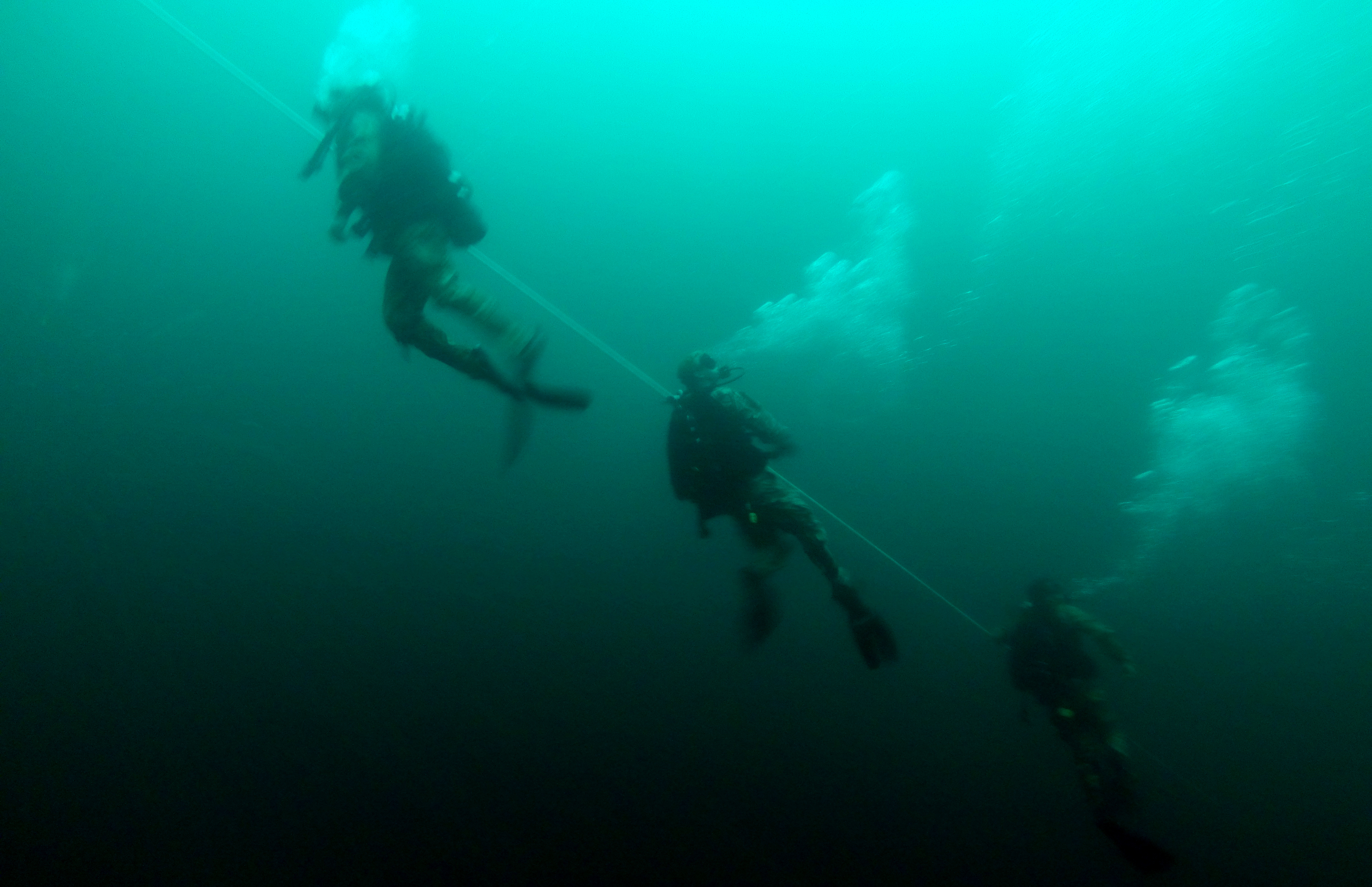
Các binh sĩ của Liên đội 20 tiến hành hoạt động lặn.
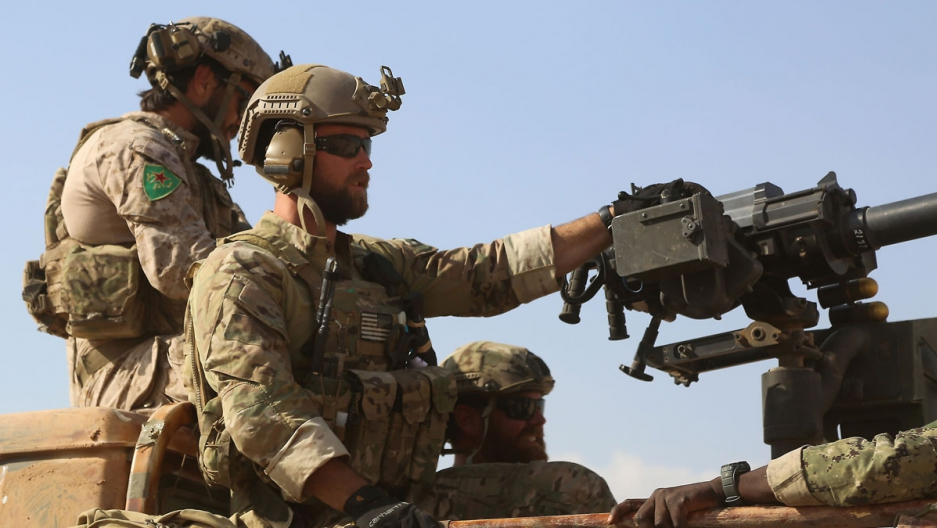
Đặc nhiệm Lục quân Hoa Kỳ ở Raqqa.
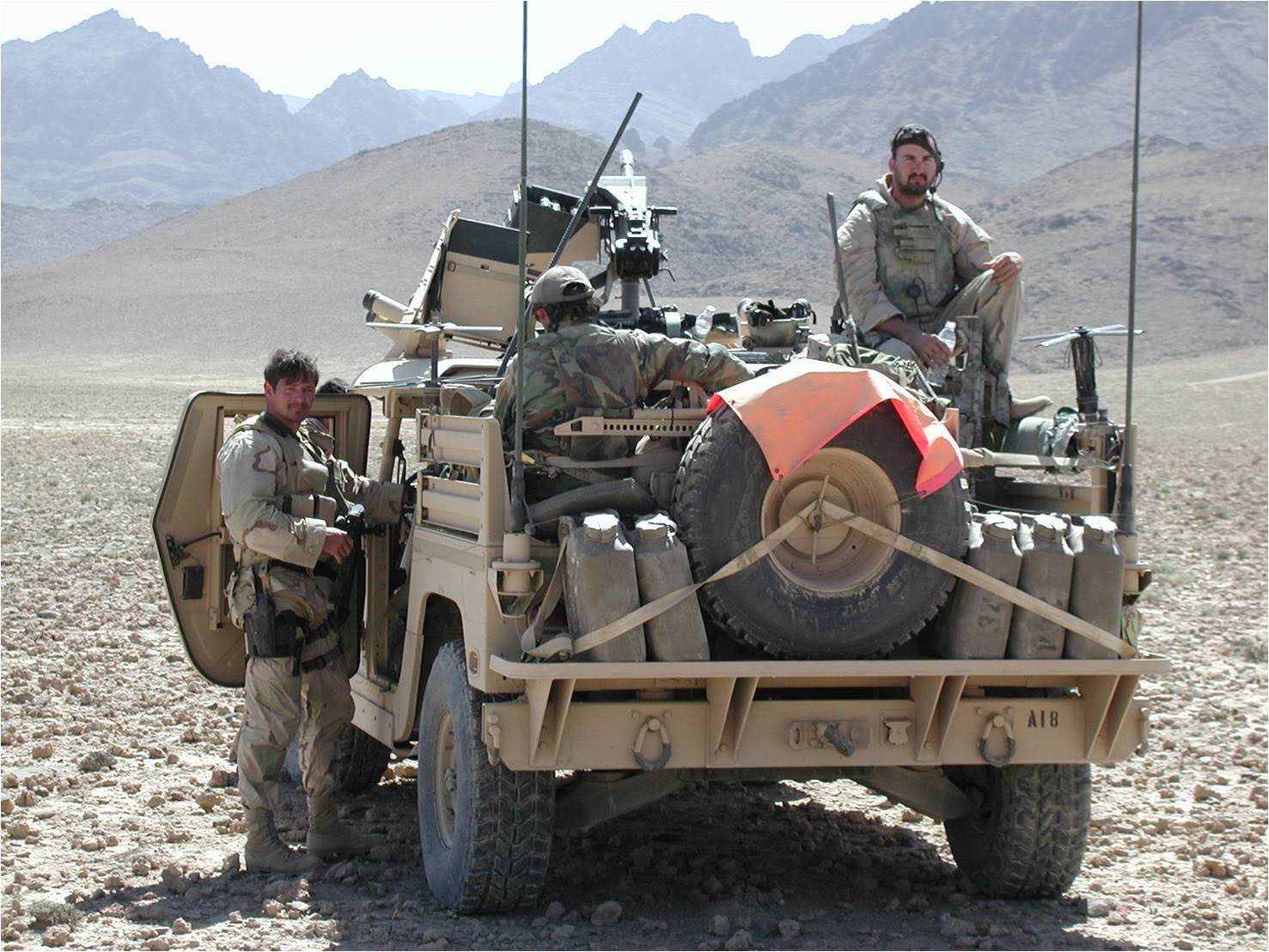
Một chiếc GMV-S có trang bị súng phóng lựu Mk 19 đang chở binh sĩ Đặc nhiệm Lục quân Hoa Kỳ ở Afghanistan (2003).